# Shōu Tajima
Pour les articles homonymes, voir Tajima.
Shōu Tajima (田島 昭宇, Tajima Shōu), né le 7 février 1966  dans la région de Saitama, est un dessinateur de manga.

## Biographie
Il a dessiné le personnage d'Oren-Ishii à 9 et 20 ans lors de la séquence animé du film Kill Bill réalisé par le studio d'animation japonais Production I.G.

## Œuvres
- Bitch's Life
- 2007-2008 : Brothers
- Hunter Dark
- 1987 - 1997 : Mouryou senki Madara (5 volumes), scénario d'Eiji Ōtsuka
- 2004 - 2015 : MPD Psycho (23 volumes), scénario d'Eiji Ōtsuka
- Neo Devilman
- Robot: Super Color Comic

## Sources
- (ja) Cet article est partiellement ou en totalité issu de l’article de Wikipédia en japonais intitulé « 田島昭宇 » (voir la liste des auteurs).